# Amar'e Stoudemire
Ne pas confondre avec le basketteur Damon Stoudamire.
Amar'e Carsares Stoudemire, né le 16 novembre 1982 à Lake Wales en Floride, est un joueur israélo-américain de basket-ball.
Stoudemire est drafté en 2002 par les Suns de Phoenix en 9e position. Stoudemire a également joué avec les Knicks de New York, les Mavericks de Dallas et le Heat de Miami. Il compte 6 sélections au All-Star Game.

## Carrière universitaire
Amar'e Stoudemire change six fois d'école avant d'obtenir son diplôme à l'école secondaire de Cypress Creek à Orlando, en Floride. Il s'inscrit d'abord à l'Université de Memphis avant de changer d'avis et de s'inscrire à la draft de la NBA.

## Carrière en NBA

### Suns de Phoenix (2002-2010)
Les Suns de Phoenix le sélectionnent comme neuvième choix en 2002. Contrairement aux autres stars qui ont fait le grand saut entre l'école secondaire et la NBA (comme Kevin Garnett ou Kobe Bryant), Stoudemire devient immédiatement un joueur d'impact dans son club. Contre toute attente, il remporte le titre de rookie de l'année devant Yao Ming et Caron Butler. Avec 13,5 points et 8,8 rebonds de moyenne par match, Stoudemire réalise la meilleure saison rookie jamais effectuée jusqu'alors par un joueur arrivant directement de l'école secondaire.
Stoudemire confirme les espoirs placés en lui lors de la saison suivante en améliorant ses statistiques individuelles, mais le club de Phoenix termine la saison avec un bilan de 29 victoires pour 53 défaites, déstabilisé en partie par le transfert de Stephon Marbury aux Knicks de New York en cours de saison.
Durant l'été 2004, Stoudemire participe aux Jeux olympiques 2004, où il remporte la médaille de bronze. Néanmoins, l'entraîneur Larry Brown ne lui alloue qu'un faible temps de jeu.
L'arrivée de Steve Nash pour la saison 2004-2005 change fondamentalement la face de la franchise qui finit avec un bilan de 62 victoires pour 20 défaites. Avec 26 points de moyenne par match, Stoudemire est sélectionné pour son premier All-Star Game en tant que remplaçant. Les Suns sont finalement éliminés en playoffs par les Spurs de San Antonio, au terme d'une série où Stoudemire enregistre 37 points de moyenne par match.
Durant la pré-saison 2005-2006, Amar'e Stoudemire se blesse au genou et doit subir une intervention chirurgicale. À son retour sur les parquets il se blesse tout de suite, devant retourner à l'infirmerie et délaisser des Suns qui brillent malgré son absence, notamment grâce à l'impact inattendu de Boris Diaw. Il est néanmoins présélectionné (puis évincé) pour l'équipe des États-Unis qui remportera le bronze des Mondiaux au Japon.
Fin 2006, Stoudemire est de retour et après quelques match où il marque environ 10 points par match, il tourne à environ 25 points par rencontre. Il finit la saison régulière à 20,4 points par match.
Les Suns atteignent les playoffs où ils élimineront les Lakers avant de tomber contre les Spurs de San Antonio en demi-finale de conférence. À 2-1 pour les Spurs, Robert Horry effectue une véritable action de hockey sur le meneur Steve Nash et l'envoyant voler dans la table de marque. Amar'e Stoudemire se lève du banc accompagné de Boris Diaw et pénètre sur le terrain. La Ligue suspend Horry pour deux matchs et Stoudemire et Boris Diaw pour un match. Phoenix gagne le match 4 pour revenir 2-2 puis perd le match suivant, handicapé par l'absence de ses deux stars.
Malgré le retour de flammes de Stoudemire lors du match 6 avec 38 points et 12 rebonds, les Suns perdent la rencontre et s'inclinent dans la série 4-2. Lors de ces playoffs, Stoudemire tourne à 25,3 points par match.

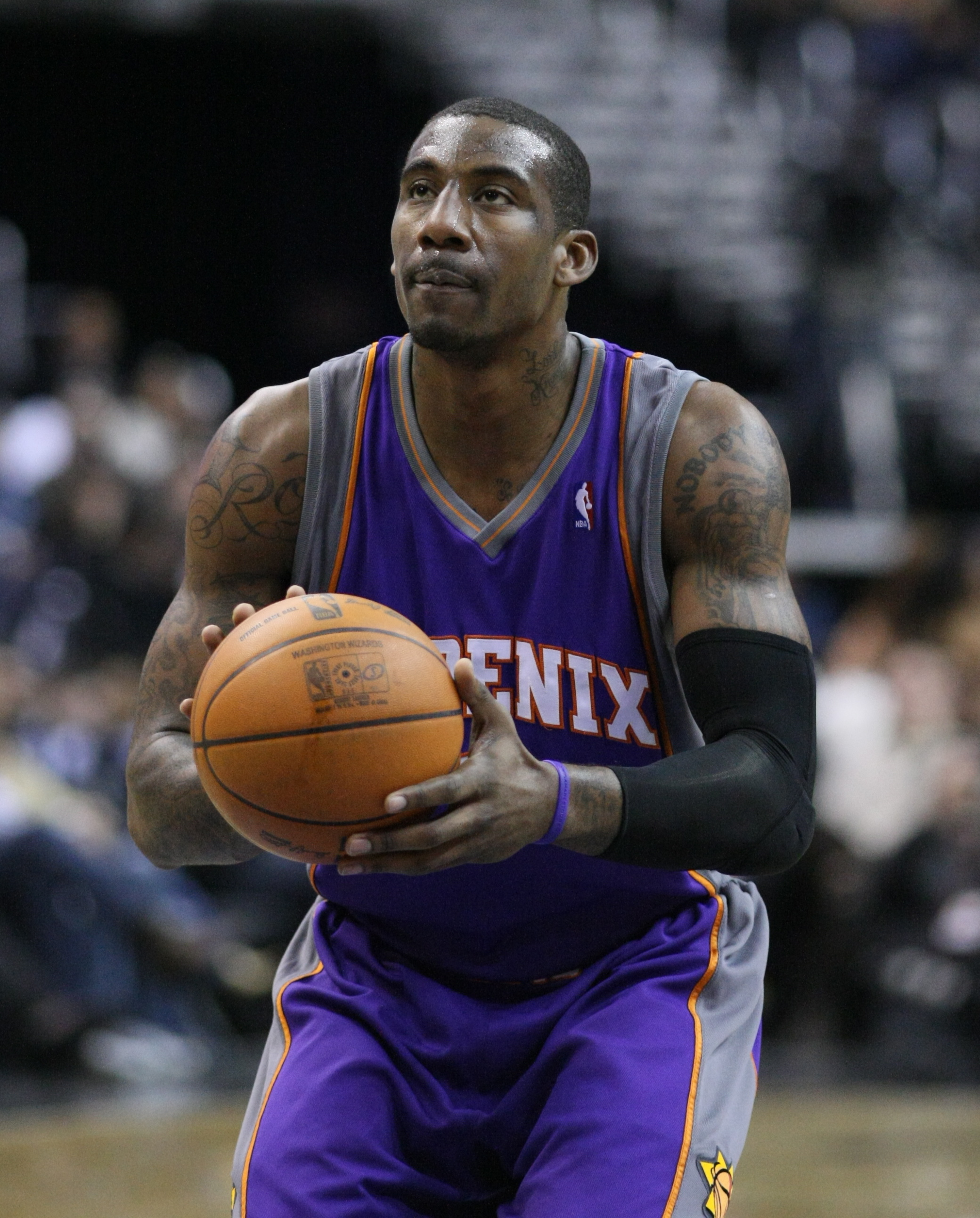
Stoudemire sous le maillot des Suns

En 2007-2008, Stoudemire joue 79 matchs et tourne à 25,2 points et 9,1 rebonds par match. Il est devenu inarrêtable, grâce notamment aux bons conseils du Shaq. Durant les mois de février et mars, il marque 29 points par match et prend près de 10 rebonds. Les Suns sont malgré tout éliminés des playoffs au premier tour par les Spurs 4-1.
La saison 2008-2009 s'annonce plus sombre pour l'intérieur avec le renvoi de Mike D'Antoni parti faire le bonheur des Knicks de New York. À la place, le nouveau coach des Suns est Terry Porter, qui veut faire de son équipe une grosse défense. Cela semble mission impossible pour des gars déjà bien habitués au système d'attaque tonitruant de D'Antoni, et pour Stoudemire, ce n'est pas facile de jouer moins vite. Malgré des cartons en début de saison (49 points contre Indiana, 22 points et 20 rebonds contre Utah), les statistiques de Stoudemire vont rapidement baisser, et donc ne montrent pas les progrès qu'il a pu faire l'an dernier. Il est de nouveau sélectionné comme un All-Star, et après ce All-Star Week-end, Terry Porter va être remercié, pour laisser place à Alvin Gentry un coach qui, à la différence de Porter, oublie la défense pour se consacrer comme sous l'ère d'Antoni, à l'attaque. Et là, on retrouve le vrai Stoudemire… pour 2 matchs. Deux matchs contre la même équipe, les Clippers de Los Angeles. Les Suns vont littéralement exploser durant ces matchs, dépassant la barre des 140 points par deux fois (ils le feront une troisième fois d'affilée sans Stoudemire). Pendant ces matchs, Amar'e Stoudemire se met largement en valeur avec 23 points en 20 minutes lors du premier match, puis 42 points et 11 rebonds lors du second. Mais sa saison se termine subitement à cause d'une blessure à la rétine. C'est pour cela qu'il porte des lunettes de protection.
Durant l'été 2010, après avoir été sollicité par le Heat de Miami (qui engage finalement Chris Bosh), Stoudemire signe un contrat de cinq ans pour 100 millions de dollars avec les Knicks de New York.
Bloqué par son équipe pour une question d'assurance, il ne peut rejoindre le Team USA à Las Vegas pour le camp d'entraînement de préparation au Championnat du monde de basket-ball 2010 en Turquie.

### Knicks de New York (2010-2015)
La saison 2010-2011 commence bien pour les Knicks et Amar'e qui joue bien son rôle de leader de l'équipe, jusqu'au trade qui envoie Raymond Felton, Danilo Gallinari, Wilson Chandler et Timofeï Mozgov aux Nuggets en échange de la superstar Carmelo Anthony et Chauncey Billups, en février. Les Knicks connurent une deuxième partie de saison régulière plus mitigée qu'ils achevèrent avec un bilan de 42 victoires pour 40 défaites, finissant à la sixième place de la conférence Est. Amar'e enregistra en moyenne 25,3 points et 8,2 rebonds par match. En playoffs, les Knicks se firent sweeper au premier tour par les Celtics de Boston. Le 16 février 2015, les Knicks de New York annoncent que Stoudemire a été libéré de son contrat.

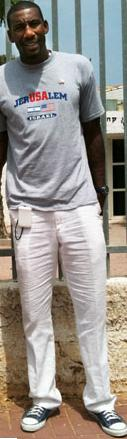
Stoudemire lors d'une visite à Ashkelon en Israel (2010)

### Mavericks de Dallas (2015)
Le 17 février 2015, libre de s'engager où il le souhaite, Stoudemire signe aux Mavericks de Dallas pour le reste de la saison 2014-2015.

### Heat de Miami (2015-2016)
Le 10 juillet 2015, il signe au Heat de Miami un contrat d'un an et 1,5 million de dollars.

### Hapoël Jérusalem (2016-2017 et 2018-2019)
Le 26 juillet 2016, il signe un contrat symbolique avec les Knicks de New York afin de prendre sa retraite en tant que Knick. Cependant, quelques jours plus tard, il s'engage avec le club israélien de l'Hapoël Jérusalem. Ayant entamé une conversion au judaïsme et acquis la nationalité israélienne, Amar'e Stoudemire a en effet commencé à investir dans ce club depuis plusieurs années. Il annonce qu'il prend sa retraite à la fin de la saison 2016-2017.
Néanmoins, le 24 septembre 2018, il sort de sa retraite pour signer à nouveau avec l'Hapoël Jérusalem pour la saison 2018-2019.

### Maccabi Tel-Aviv (2020)
En janvier 2020, Stoudemire rejoint le club israélien de basket-ball du Maccabi Tel-Aviv avec lequel il signe un contrat jusqu'à la fin de la saison en cours.

## Carrière d'entraîneur
En octobre 2020, Stoudemire rejoint les Nets de Brooklyn comme membre de l'encadrement des joueurs ; il est chargé du développement des joueurs. Il quitte les Nets en mai 2022.

## Clubs successifs
- 2002-2010 :  Suns de Phoenix (NBA)
- 2010-2015 :  Knicks de New York (NBA)
- Fév.-Juil. 2015 :  Mavericks de Dallas (NBA)
- 2015-2016 :  Heat de Miami (NBA)
- 2016-2017 / 2018-2019 :  Hapoël Jérusalem (Ligat Winner)
- 2019 :  Fujian Sturgeons (CBA)
- 2020 :  Maccabi Tel-Aviv (Ligat Winner)

## Palmarès

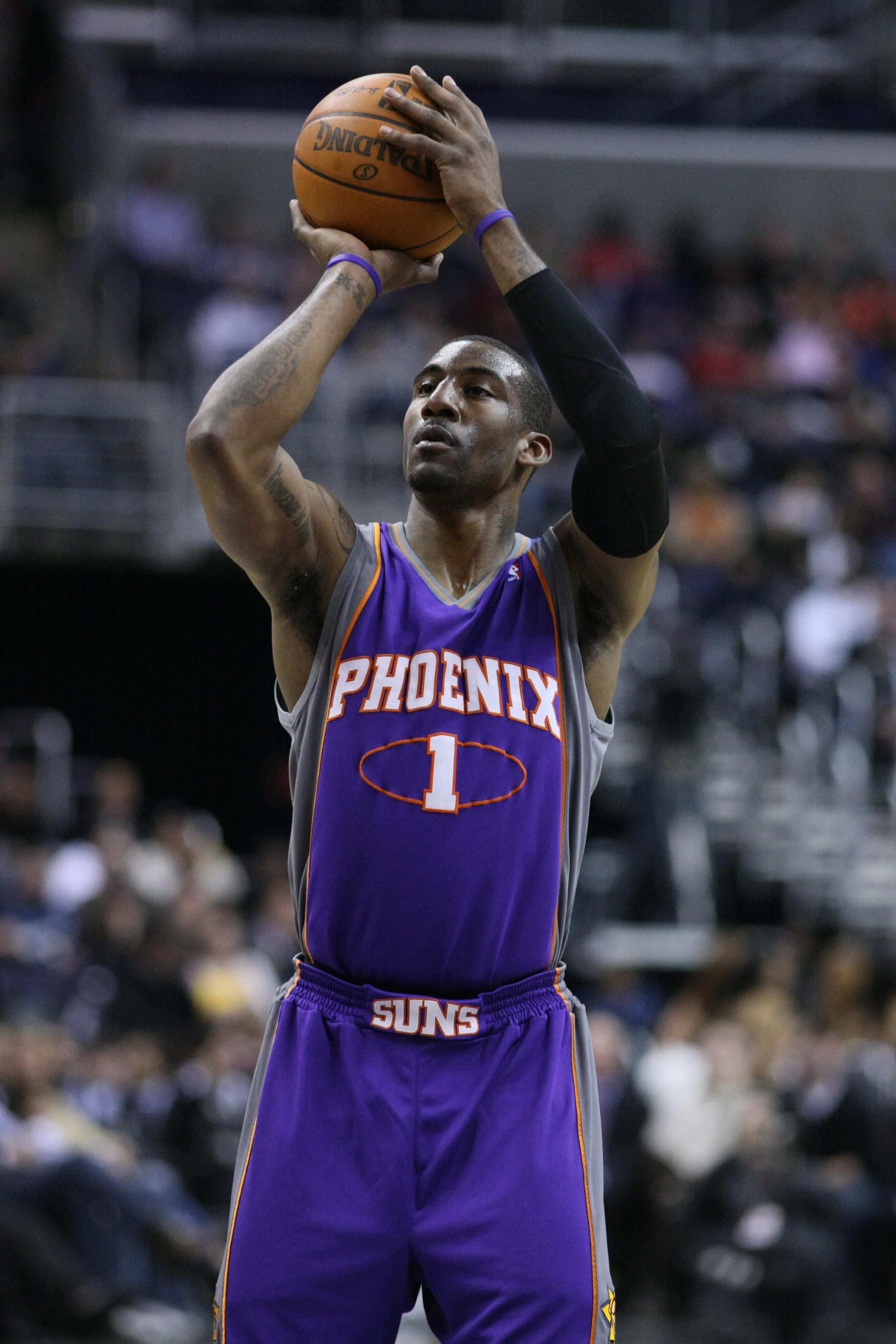
Amar'e Stoudemire durant la saison 2008-2009.

### En sélection nationale
- Médaille de bronze aux Jeux olympiques d'été de 2004.

### En club
- Champion de la Division Pacifique en 2005, 2006 et 2007 avec les Suns de Phoenix.
- Champion de la Division Atlantique en 2013 avec les Knicks de New York.
- Champion d'Israël en 2017

### Distinctions personnelles
- NBA Rookie of the Year en 2003.
- NBA All-Rookie First Team en 2003.
- 6 sélections au NBA All-Star Game en 2005, 2007, 2008, 2009, 2010 et 2011.
- All-NBA First Team en 2007.
- All-NBA Second Team en 2005, 2008, 2010 et 2011.
- MVP du Rookie Challenge en 2004.
- Joueur ayant tenté le plus de lancers-francs sur une saison en 2005 (795).

## Statistiques en carrière

### Saison régulière
| Recrue/rookie de la saison |

Statistiques en match en saison régulière de Amar'e Stoudemire
| Année         | Équipe        | Matches | Titul. | Min./m. | %tir | %3pts | %l-f | rbds/m. | pass/m. | int/m. | ctr/m. | pts/m. |
| ------------- | ------------- | ------- | ------ | ------- | ---- | ----- | ---- | ------- | ------- | ------ | ------ | ------ |
| 2002-2003     | Phoenix       | 82      | 71     | 31,3    | 47,2 | 20,0  | 66,1 | 8,8     | 1,0     | 0,8    | 1,1    | 13,5   |
| 2003-2004     | Phoenix       | 55      | 53     | 36,8    | 47,5 | 20,0  | 71,3 | 9,0     | 1,4     | 1,2    | 1,6    | 20,6   |
| 2004-2005     | Phoenix       | 80      | 80     | 36,1    | 55,9 | 18,8  | 73,3 | 8,9     | 1,6     | 1,0    | 1,6    | 26,0   |
| 2005-2006     | Phoenix       | 3       | 3      | 16,7    | 33,3 | 0,0   | 88,9 | 5,3     | 0,7     | 0,3    | 1,0    | 8,7    |
| 2006-2007     | Phoenix       | 82      | 78     | 32,8    | 57,5 | 0,0   | 78,1 | 9,6     | 1,0     | 1,0    | 1,3    | 20,4   |
| 2007-2008     | Phoenix       | 79      | 79     | 33,9    | 59,0 | 16,1  | 80,5 | 9,1     | 1,5     | 0,8    | 2,1    | 25,2   |
| 2008-2009     | Phoenix       | 53      | 53     | 36,8    | 53,9 | 42,9  | 83,5 | 8,1     | 2,0     | 0,9    | 1,1    | 21,4   |
| 2009-2010     | Phoenix       | 82      | 82     | 34,6    | 55,7 | 16,7  | 77,1 | 8,9     | 1,0     | 0,6    | 1,0    | 23,1   |
| 2010-2011     | New York      | 78      | 78     | 36,8    | 50,2 | 43,5  | 79,2 | 8,2     | 2,6     | 0,9    | 1,9    | 25,3   |
| 2011-2012*    | New York      | 47      | 47     | 32,8    | 48,3 | 23,8  | 76,5 | 7,8     | 1,1     | 0,8    | 1,0    | 17,5   |
| 2012-2013     | New York      | 29      | 0      | 23,5    | 57,7 | 0,0   | 80,8 | 5,0     | 0,4     | 0,3    | 0,7    | 14,2   |
| 2013-2014     | New York      | 65      | 21     | 22,6    | 55,7 | 0,0   | 73,9 | 4,9     | 0,5     | 0,4    | 0,6    | 11,9   |
| 2014-2015     | New York      | 36      | 14     | 24,0    | 54,3 | 0,0   | 74,0 | 6,8     | 1,0     | 0,6    | 0,9    | 12,0   |
| Carrière      | Carrière      | 771     | 659    | 32,6    | 53,6 | 23,8  | 76,2 | 8,2     | 1,3     | 0,8    | 1,3    | 20,0   |
| All-Star Game | All-Star Game | 6       | 3      | 19,5    | 57,1 | 40,0  | 75,0 | 7,5     | 1,2     | 0,7    | 0,7    | 18,8   |

Note: * Cette saison a été réduite de 82 à 66 match en raison du lock-out

Dernière modification le 16 février 2015

### Playoffs
Statistiques en match en Playoffs de Amar'e Stoudemire
| Année    | Équipe   | Matches | Titul. | Min./m. | %tir | %3pts | %l-f  | rbds/m. | pass/m. | int/m. | ctr/m. | pts/m. |
| -------- | -------- | ------- | ------ | ------- | ---- | ----- | ----- | ------- | ------- | ------ | ------ | ------ |
| 2003     | Phoenix  | 6       | 6      | 33,8    | 52,3 | 100,0 | 57,1  | 7,8     | 1,2     | 1,7    | 1,5    | 14,2   |
| 2005     | Phoenix  | 15      | 15     | 40,1    | 53,9 | 0,0   | 78,1  | 10,7    | 1,2     | 0,7    | 2,0    | 29,9   |
| 2007     | Phoenix  | 10      | 10     | 34,3    | 52,3 | 33,3  | 76,9  | 12,1    | 0,6     | 1,3    | 1,9    | 25,3   |
| 2008     | Phoenix  | 5       | 5      | 40,8    | 48,5 | 25,0  | 63,3  | 9,0     | 0,4     | 1,4    | 2,4    | 23,2   |
| 2010     | Phoenix  | 16      | 16     | 36,5    | 51,9 | 0,0   | 75,4  | 6,6     | 1,1     | 0,7    | 1,5    | 22,2   |
| 2011     | New York | 4       | 4      | 33,5    | 38,2 | 0,0   | 66,7  | 7,8     | 1,8     | 0,3    | 0,8    | 14,5   |
| 2012     | New York | 4       | 4      | 36,5    | 55,6 | 0,0   | 75,0  | 6,5     | 0,8     | 1,3    | 0,3    | 15,3   |
| 2013     | New York | 4       | 4      | 8,3     | 38,5 | 100,0 | 100,0 | 2,3     | 0,0     | 0,0    | 0,0    | 3,8    |
| Carrière | Carrière | 64      | 60     | 35,0    | 51,4 | 25,0  | 74,7  | 8,5     | 1,0     | 0,9    | 1,5    | 21,8   |

## Records sur une rencontre en NBA
Les records personnels d'Amar'e Stoudemire en NBA sont les suivants, :
| Record de la franchise |

| Type de statistique        | Saison régulière | Saison régulière               | Saison régulière | Playoffs | Playoffs                | Playoffs      |
| Type de statistique        | Record           | Adversaire                     | Date             | Record   | Adversaire              | Date          |
| -------------------------- | ---------------- | ------------------------------ | ---------------- | -------- | ----------------------- | ------------- |
| Points                     | 50               | Trail Blazers de Portland      | 2 janvier 2005   | 42       | 2 fois                  | 2 fois        |
| Paniers marqués            | 20               | Trail Blazers de Portland      | 2 janvier 2005   | 16       | Spurs de San Antonio    | 1er juin 2005 |
| Paniers tentés             | 32               | Cavaliers de Cleveland         | 4 mars 2011      | 32       | Spurs de San Antonio    | 1er juin 2005 |
| Paniers à 3 points réussis | 2                | 3 fois                         | 3 fois           | 1        | 4 fois                  | 4 fois        |
| Paniers à 3 points tentés  | 3                | 2 fois                         | 2 fois           | 3        | @ Spurs de San Antonio  | 22 avril 2008 |
| Lancers francs réussis     | 20               | Rockets de Houston             | 22 mars 2008     | 18       | Grizzlies de Memphis    | 27 avril 2005 |
| Lancers francs tentés      | 23               | @ Knicks de New York           | 25 janvier 2005  | 22       | Grizzlies de Memphis    | 27 avril 2005 |
| Rebonds offensifs          | 11               | 2 fois                         | 2 fois           | 8        | @ Mavericks de Dallas   | 13 mai 2005   |
| Rebonds défensifs          | 17               | Hornets de La Nouvelle-Orléans | 6 février 2008   | 17       | @ Lakers de Los Angeles | 29 avril 2007 |
| Rebonds totaux             | 23               | Spurs de San Antonio           | 1er février 2007 | 21       | @ Lakers de Los Angeles | 29 avril 2007 |
| Passes décisives           | 8                | 2 fois                         | 2 fois           | 4        | @ Spurs de San Antonio  | 7 mai 2010    |
| Interceptions              | 6                | 2 fois                         | 2 fois           | 3        | 4 fois                  | 4 fois        |
| Contres                    | 10               | Jazz de l'Utah                 | 7 février 2004   | 5        | 3 fois                  | 3 fois        |
| Balles perdues             | 11               | @ Wizards de Washington        | 10 décembre 2010 | 6        | @ Spurs de San Antonio  | 19 avril 2008 |
| Minutes jouées             | 54               | @ Pistons de Détroit           | 28 novembre 2010 | 46       | 3 fois                  | 3 fois        |

- Double-double : 276 (dont 23 en playoffs)
- Triple-double : 0

## Vie privée
comme sa mère le lui avait enseigné, d'être un Hébreu noir (descendant des anciennes tribus d'Israël décimées par les esclavagistes), il a entrepris son grand pèlerinage, le retour initiatique vers la Terre sainte. Il étudie la Torah, mange casher, fait shabbat, prie et souhaite se convertir au judaisme.

## Pour approfondir
- Liste des meilleurs marqueurs en NBA en carrière.
- Liste des joueurs de NBA avec 10 contres et plus sur un match.